# Fairy Idol
"Fairy Idol" (Feeën Idols) is een televisiefilm van Fairly Odd Parents, die in Amerika als eerst te zien was op Nickelodeon op 19 mei 2006. In Nederland is de film ook al meerde malen op tv (op de zender Nickelodeon) uitgezonden. De titel en het verhaal zijn een parodie op het televisieprogramma American Idol of Idols (In Nederland).
Voordat de show werd uitgezonden, werd er een poll geplaatst op de Amerikaanse website van Nickelodeon, Nick.com, om te zien welk personage de wedstrijd zou moeten winnen. Uiteindelijk won Cosmo met meer dan 300.000 stemmen. Op de avond dat de film in première ging op tv, keken er 3 miljoen Amerikaanse huishoudens naar de film. Op diezelfde dag kwam Bo Bice, de winnaar van American Idol in seizoen 4, op Nickelodeon om te zeggen dat hij "wat weet over" dat soort wedstrijden.
Het is opmerkelijk dat de film geen ander intro heeft, maar hetzelfde intro als alle gewone afleveringen.

## Personages
- Timmy Turner
- Norm de lampgeest
- Jorgan von Strangle
- Blonda (Jurylid)
- Cosmo & Wanda
- Binky (Jurylid)

## Deelnemers
- Fee zonder naam ("Fairly OddParents themalied")
- Heks ("Somewhere Over The Rainbow") (Kreeg nooit de kans om het te zingen, omdat ze werd verpletterd door een huis dat op haar hoofd viel toen ze werd aangekondigd (ze is een duidelijke verwijzing naar de Wicked Witch uit het Westen van The Wizard of Oz.))
- De Tandenfee ("Mijn Witte Lach En Ik")
- Tuinkabouters ("Geen elfen")
- De Aprilgek ("Emoties")
- Juandissmo Magnifico ("Ik Ben Te Sexy Voor Mijn Sexy", parodie op I'm Too Sexy van Right Said Fred.)
- Cupido ("Ik Kan Niet Leven Zonder Jou")
- Sanderson de elf ("Ik ben Sanderson")
- Norm ("Geef Me Het Toverstokje")
- Cosmo ("Geef Me Het Toverstokkje (alternatief)")